# Рибонька Володимир Миколайович
Володи́мир Микола́йович Рибонька — полковник Збройних сил України.

## Нагороди
За особисту мужність, сумлінне та бездоганне служіння Українському народові, зразкове виконання військового обов'язку підполковник Рибонька відзначений — нагороджений
- орденом Богдана Хмельницького III ступеня (4.12.2015).